# マルコム・ホイットマン
マルコム・ホイットマン（Malcolm Whitman, 1877年3月15日 - 1932年12月28日）は、アメリカ・ニューヨーク出身の男子テニス選手。ハーバード大学卒業。初期の全米選手権（現在の全米オープン）で、1898年から1900年まで男子シングルス3連覇を達成した選手である。
彼は1900年に創設された男子テニス国別対抗戦「デビスカップ」において、カップ寄贈者のドワイト・デービス、ホルコム・ウォードとともに、最初のアメリカ代表チームの一員としてプレーした。
彼のテニスは、逆方向のツイストサーブ（打球がコート上に落ちると、レシーバーの左側で逆回転するサービス）を発明し、鋭いボレーで一気にたたみかける攻撃を得意にした。右利きの選手で、身長は188cmほどであった。フルネームは Malcolm Douglass Whitman （マルコム・ダグラス・ホイットマン）という。

## 来歴
ホイットマンは1896年から全米選手権に出場し始め、最初の2年間はベスト8で止まっていたが、1898年に男子シングルス初優勝を果たした。初期の全米選手権は、「チャレンジ・ラウンド」（挑戦者決定戦）から「オールカマーズ・ファイナル」（大会前年優勝者とチャレンジ・ラウンド勝者で優勝を争う）への流れで優勝者を決定した。1898年の男子シングルスは、前年度優勝者のロバート・レンが米西戦争に出征していたため「オールカマーズ・ファイナル」がなくなり、チャレンジ・ラウンド決勝の結果が大会の優勝記録表に掲載されることになった。ホイットマンはチャレンジ・ラウンド決勝でドワイト・デービスを 3-6, 6-3, 6-2, 6-1 で破り、初優勝を決めた。それから、ホイットマンは大会前年優勝者としてチャレンジ・ラウンドの勝者を待つ立場に変わり、1899年のオールカマーズ・ファイナルでパームリー・パレットを破って2連覇した。
彼の父親は、息子のマルコムがハーバード大学で法学の勉強に専念することを望み、できればテニスをやめさせたいと考えていた。1899年の全米選手権終了後、父親は息子に勝負を申し入れて「負けたらお前のラケットを取り上げる」と宣言した。父親との勝負に勝ったマルコムは、1900年のオールカマーズ・ファイナルでウィリアム・ラーンドを破り、この方式で男子シングルス3連覇を達成した。1901年全米選手権には前年優勝者として出場せず、1902年のチャレンジ・ラウンドに再挑戦する。4年ぶりのチャレンジ・ラウンド決勝で、ホイットマンはイギリスの強豪選手レジナルド・ドハティー（兄弟テニス選手の兄）に 1-6, 6-3, 3-6, 0-6 で敗れ、1901年の優勝者ウィリアム・ラーンドへの挑戦権を逃した。1903年以後、彼は全米選手権に参加しなかった。
1900年8月8日から10日にかけて、第1回のデビスカップがマサチューセッツ州ボストンにある「ロングウッド・クリケット・クラブ」で開かれた。ドワイト・デービスがこの団体戦のために、ティーカップ型の優勝杯を寄贈したことから「デビスカップ」の名前が与えられる。ドワイト・デービス、マルコム・ホイットマン、ホルコム・ウォードの3人はハーバード大学のライバルで、当時のアメリカテニス界で「ハーバードの3人組」（The Harvard Three）と呼ばれた。この3人が最初のアメリカ・チームを構成し、イギリス代表の3人と最初のデビスカップ戦を戦った。第1回大会のイギリス代表選手はアーサー・ゴア、ハーバート・ローパー・バレット、アーネスト・ブラックの3名で、アメリカチームは最初の3戦で勝利を決めた。 デビスカップは1901年には実施されず、1902年に第2回の公式戦が行われた。第2回大会では、アメリカ代表は最初の3人にウィリアム・ラーンドが加わり、イギリスはレジナルドとローレンスのドハティー兄弟と、ジョシュア・ピムの3名が参加した。ホイットマンは第1試合（ピム）と最終第5試合（レジナルド・ドハティー）に勝ち、彼の2勝でアメリカはカップを防衛した。 最初はアメリカとイギリスだけで争っていたデビスカップも、大会の発展につれて、徐々に参加国が増えていった。
競技生活から引退して30年近くたち、ホイットマンは1931年に『Tennis Origins and Mysteries』（テニスの起源と謎）という著書を出版した。ところが、本の出版の翌年の12月28日、彼はニューヨークの自宅で自殺した。1954年、ジェームズ・バン・アレンが、最初の全米シングルス選手権会場があったロードアイランド州ニューポートの地に「国際テニス殿堂」を設立した。第1回の国際テニス殿堂入り式典は1955年に行われ、マルコム・ホイットマンは第1回全米選手権優勝者リチャード・シアーズらと並んで、最初の殿堂入りをした7名の選手のひとりに選ばれた。
彼が死の前年に書き残した『テニスの起源と謎』の著書は、現在もドーヴァー出版のペーパーバックで入手可能である。